# Al Strobel
Al Strobel (Seattle, Washington, 1939. január 28. – 2022. december 2.) amerikai színész.

## Életpályája
Strobel a Washington államban található Seattle-ben született, Eugene-ben (Oregon állam) élt. Strobelnek tinédzser korában volt egy autóbalesete, ami miatt bal karját amputálni kellett. Legismertebb szerepét a Twin Peaks című sorozatban játszotta, ahol a félkarú ember és Mike, a túlvilági entitás bőrébe bújt. Színpadi szerepeket is gyakran elvállalt, fellépett a Rómeó és Júlia valamint a III. Richárd , színdarabokban is. 2005-ben nyugdíjba ment, azonban David Lynch kérésére, újra visszatért a Twin Peaks 2017-es folytatásában.

## Filmográfia
- Shadow Play (1986)
- Twin Peaks (1989-1990)
- Sitting Target (1990)
- Megaville (1990)
- Child of Darkness, Child of Light (1991)
- Twin Peaks – Tűz, jöjj velem! (1992)
- Ricochet River (2001)
- Twin Peaks: The Missing Pieces (2014)
- Twin Peaks (2017)

## Fordítás
- Ez a szócikk részben vagy egészben  az   Al Strobel című angol Wikipédia-szócikk fordításán alapul.  Az eredeti cikk szerkesztőit annak laptörténete sorolja fel. Ez a jelzés csupán a megfogalmazás eredetét és a szerzői jogokat jelzi, nem szolgál a cikkben szereplő információk forrásmegjelöléseként.